# Распаль, Антуан
Антуан Распаль (фр. Antoine Raspal; 1738[…], Арль — 30 сентября 1811[…], Арль) — французский художник.

## Биография
Родился в Арле, в зажиточной семье, ценившей искусство. Отец был художником-любителем, а дед по матери, Понс Дедье, и его брат, Жан Дедье, — скульпторами. На сестре Антуана Распаля Катрин женился художник Гийом де Баррем де Шатофор, а их сын, родившийся до брака, племянник Антуана, Жак Реаттю, стал известным художником, именем которого назван художественный музей Арля.
С 1760 года Антуан Распаль обучался живописи в Париже у Жан-Жака Ле Барбье, после чего прожил несколько лет в столице. Однако в 1775 году, после смерти зятя, Гийома де Баррема де Шатофора, он вернулся в Арль, чтобы позаботиться о его семье.
После 1786 года он отошёл от живописи, а с 1800 года занимал в Арле должность мирового судьи.
Антуан Распаль скончался в 1811 году в родном городе.
Художественный стиль Распаля разительным образом контрастирует с классицизмом и представляет собой причудливое сочетание провинциальных мотивов (примитивизма) с целенаправленной архаизацией картин.
Художественное наследие Антуана Распаля было в значительной степени сохранено Жаком Реаттю и сегодня наиболее полно представлено в музее Реаттю в Арле. Персональные выставки работ Антуана Распаля состоялись там же в 1925 и 1977 годах.
Также работы Распаля можно увидеть в музее Гробе в Марселе и музее Гране в Экс-ан-Провансе. Его авторству приписывается также картина «Молодой слуга» из музея в Роане.

## Галерея

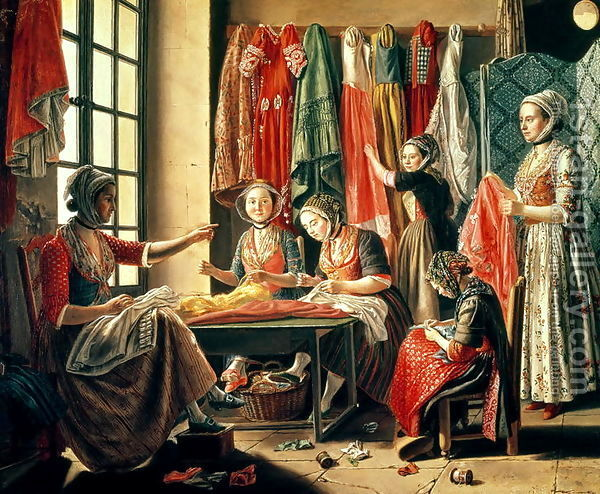
Швейная мастерская в Арле, ок. 1785, музей Реаттю, Арль
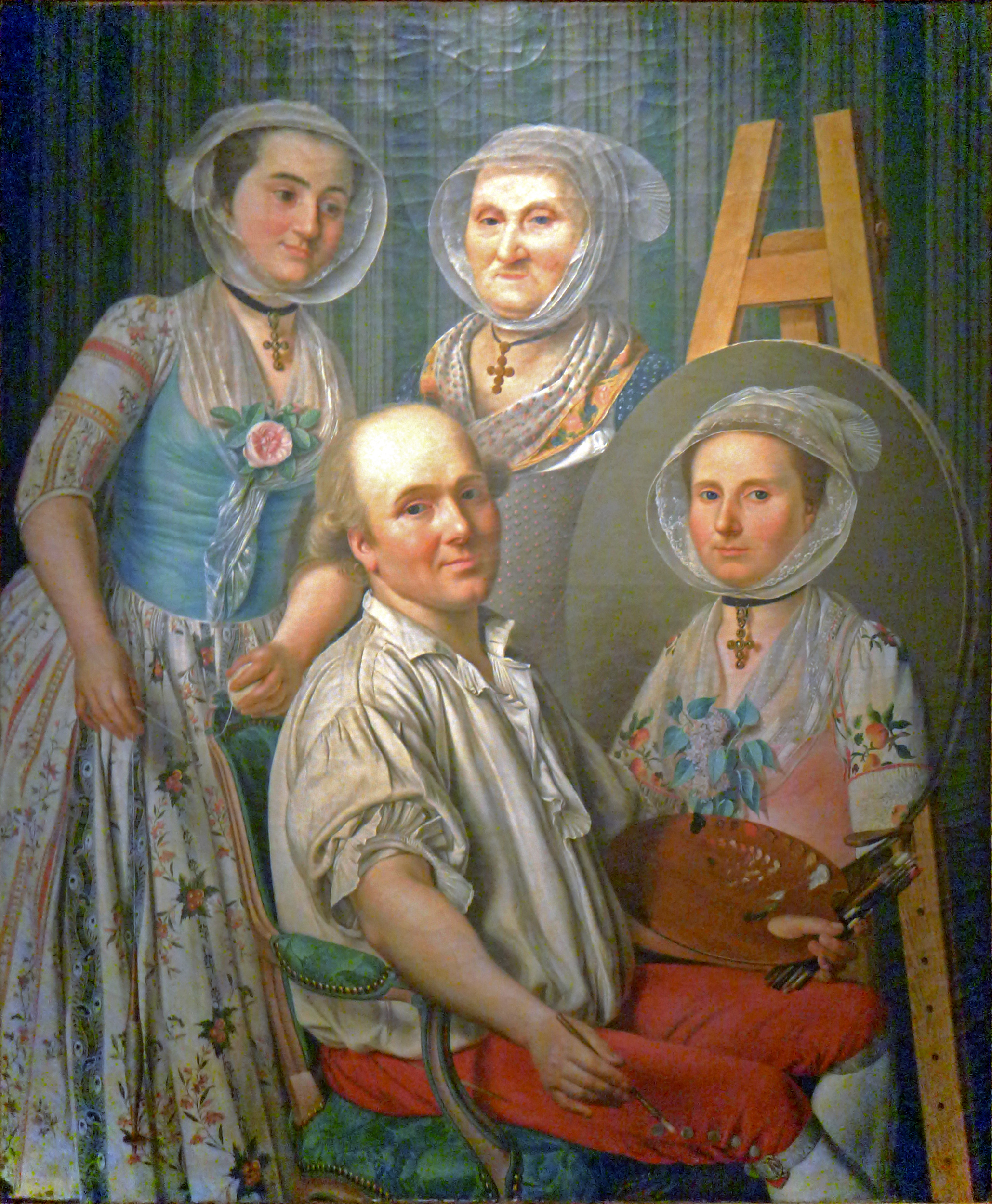
Автопортрет художника с семьёй, ок. 1780, музей Реаттю
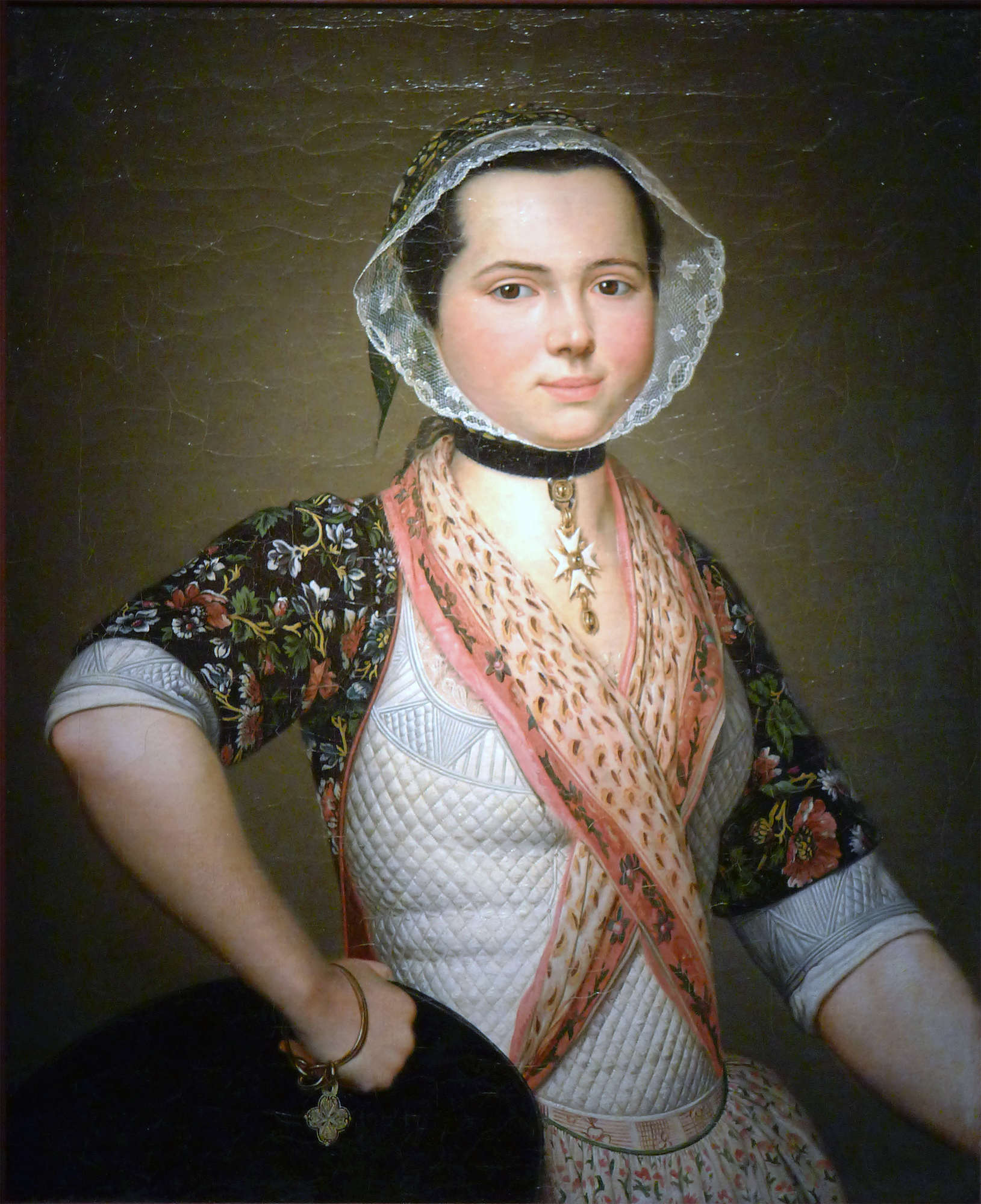
Портрет девушки в старинном арльском костюме, 1779, Музей Гране, Экс-ан-Прованс
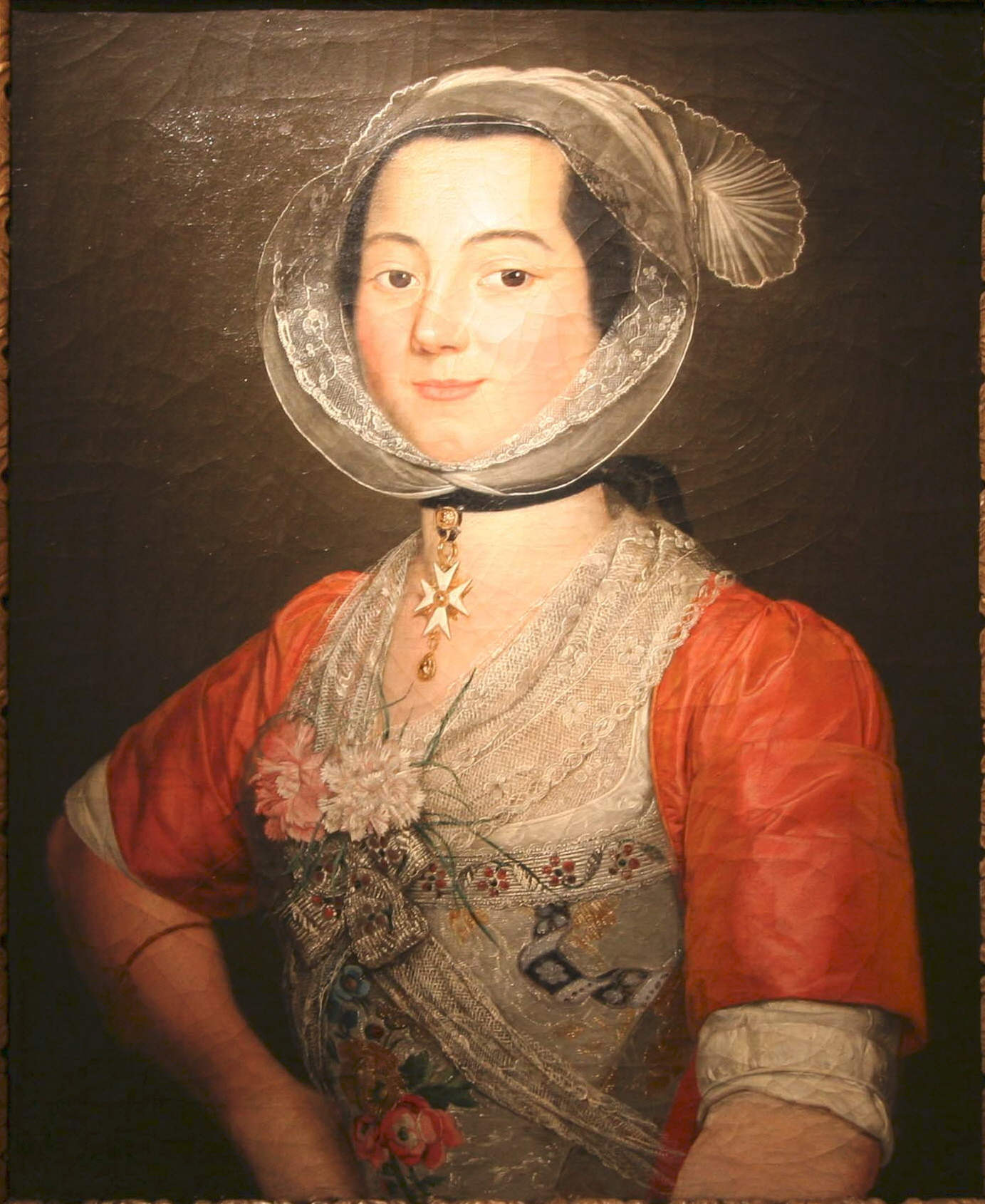
Портрет девушки с гвоздиками в арльском костюме, музей Гробе, Марсель
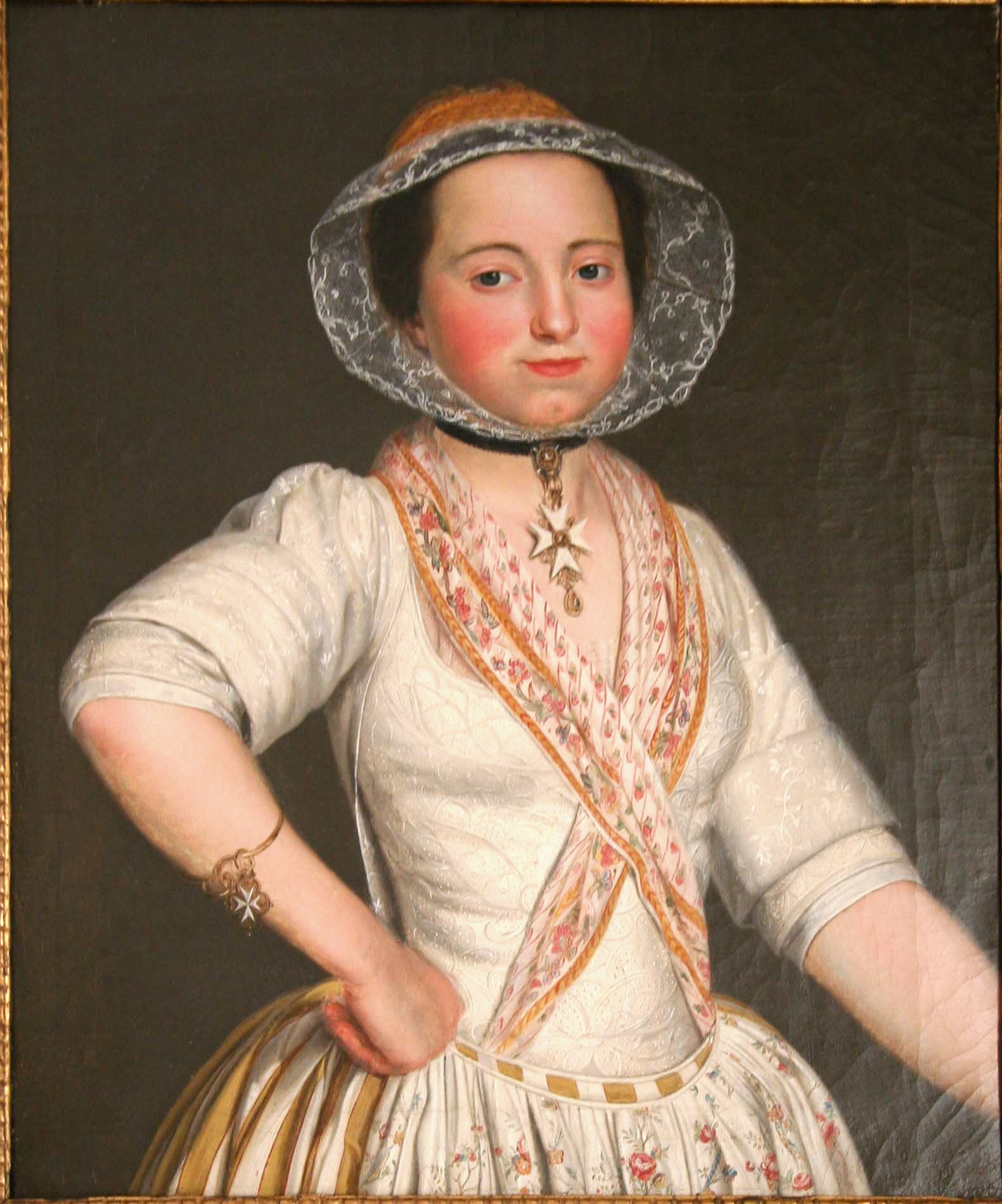
Портрет девушки, музей Гробе
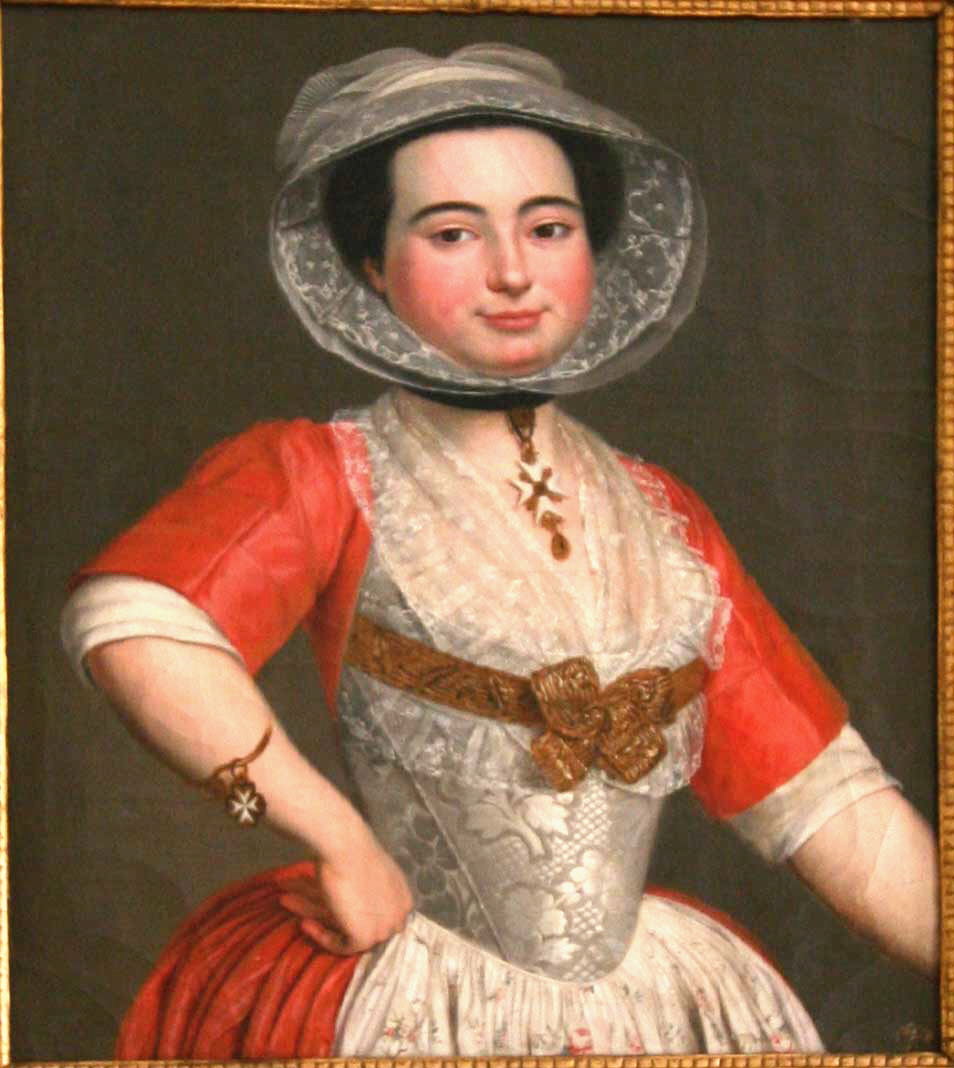
Портрет девушки, музей Гробе